# Jiří Vyšohlíd
Jiří Vyšohlíd (* 16. února 1943) je český herec, režisér, hudební skladatel a scénograf.

## Život
V letech 1960–1964 vystudoval loutkoherectví na loutkářské katedře DAMU. Poté rok působil ve Středočeském loutkovém divadle Kladno, načež absolvoval dvouletou vojenskou základní službu v Armádním uměleckém souboru. V roce 1968 nastoupil do Divadla DRAK. Od roku 1968 píše scénickou hudbu. V roce 1991 poprvé režíroval inscenaci Nalaďte si vidličku a později Černošskou pohádku. V 80. letech založil spolu s Martinem Brunnerem jazzovou kapelu VENTIL DUO, se kterou získal 1. místo na MJF v Karlových Varech. V roce 2008 obdržel Cenu Českého střediska Mezinárodní organizace pro děti a mládež za dlouholetý kreativní přístup k divadlu pro děti a mládež. V roce V září 2014 se svým synem a dalšími hudebníky založil jazzovou kapelu, kde hraje na klavír. V roce 2015 obdržel ocenění Primus inter pares pro osobnosti, jež se dlouhodobou prací zasloužily o věhlas Hradce Králové. Za rok 2015 obdržel Cenu Thálie za celoživotní mistrovství v kategorii loutkové divadlo.
Pro DRAK upravil například Prodanou nevěstu, Šípkovou Růženku, Pastýřku putující k dubnu, Píseň života podle Jevgenije Švarce či k mezinárodnímu projektu Mor na ty vaše rody!